# Женејденхатен (Охајо)
Женејденхатен (енгл. Gnadenhutten) град је у америчкој савезној држави Охајо.

## Демографија
По попису из 2010. године број становника је 1.288, што је 8 (0,6%) становника више него 2000. године.
| Група             | 2000.         | 2010.         |
| Белци             | 1.271 (99,3%) | 1.276 (99,1%) |
| Афроамериканци    | 1 (0,1%)      | 0 (0,0%)      |
| Азијати           | 0 (0,0%)      | 0 (0,0%)      |
| Хиспаноамериканци | 2 (0,2%)      | 6 (0,5%)      |
| Укупно            | 1.280         | 1.288         |